# سویتیتسه
سویتیتسه (به چکی: Světice) یک منطقهٔ مسکونی در جمهوری چک است که در ناحیه پراگ-شرق واقع شده‌است.